# Attentato a Nahariya (1974)
L'attentato a Nahariya del 1974 fu un raid compiuto da tre militanti palestinesi, appartenenti all'organizzazione militante di sinistra di Fatah, avvenuto nella notte tra il 24 e il 25 giugno 1974. La squadra militante palestinese si infiltrò nella città costiera di Nahariya in Israele via mare dal Libano. Tre civili e un soldato israeliano rimasero uccisi durante l'evento. L'attacco fu la prima volta in cui militanti si infiltrarono in Israele dal Libano via mare.

## L'attacco
Poco dopo le 23:00 del 24 giugno 1974, tre militanti palestinesi, appartenenti all'organizzazione militante di Fatah, raggiunsero la costa della città israeliana di Nahariya, utilizzando un gommone Zodiac a motore. Si ritiene che il loro obiettivo fosse il cinema Ga'aton, dove avrebbero dovuto eseguire un attacco di massa alla fine della proiezione di un film. La squadra militante si diresse verso est direttamente a Nahariya. Dopo aver attraversato Balfour Street, cercarono di attraversare una siepe. Il rumore che hanno fatto attirò l'attenzione di un adolescente che viveva al primo piano di un condominio vicino. Guardò fuori dalla finestra, li individuò alla luce dei lampioni e gridò: "terroristi!". Di conseguenza, due agenti di pattuglia della Guardia Civile di Nahariya che si trovavano nelle vicinanze si precipitarono nell'area. Quando i militanti li videro lanciarono una bomba a mano e spararono contro di loro. Gli ufficiali risposero al fuoco mentre si mettevano al riparo. Erano le 23:10.
Il suono degli spari allertò le forze di sicurezza israeliane a Nahariya. Inoltre, un ufficiale dell'esercito israeliano che viveva nelle vicinanze, il maggiore Yitzhak Israel, chiamò la polizia, poi si barricò all'ingresso per impedire ai militanti di entrare nel suo edificio. La polizia locale, così come gli ufficiali dell'esercito di riserva e i soldati che si trovavano a Nahariya arrivarono al sito. Alle 23:15, una jeep guidata dal sovrintendente di polizia Meir Almagor apparve sulla scena, e venne subito colpita dai militanti. Almagor scese dalla jeep e corse nel vicino edificio del tribunale municipale, dove chiamò il comando settentrionale dell'esercito e stabilì un contatto telefonico permanente. I militanti si trovarono costretti a entrare nel parcheggio di un condominio e uno di loro vi fece irruzione all'interno. Le forze di sicurezza israeliane, che stavano arrivando in numero crescente, circondarono l'area per impedirne la fuga, e presero posizione anche sul tetto dell'edificio del tribunale municipale e in una scuola vicina. I residenti del condominio, che capirono di essere attaccati dai militanti, si chiusero nei loro appartamenti, ammucchiarono i mobili vicino alle porte e si rifugiarono nelle stanze interne. Un residente di un condominio vicino, il giornalista Yehuda Arieli, individuò i due militanti rimasti nel parcheggio e sparò contro di loro con la sua pistola. I militanti risposero al fuoco e lanciarono una granata nella sua direzione.
Mordechai Zarnekin, che viveva al primo piano dell'edificio, temeva che i militanti avrebbero fatto irruzione nel suo appartamento e sua moglie e i suoi due figli fuggirono dall'appartamento dalla finestra della camera da letto su una corda intrecciata con le lenzuola. Dopo aver raggiunto il suolo, iniziarono a correre verso la strada, ma vennero individuati dai militanti, che spararono contro di loro e gli lanciarono una granata, uccidendoli tutti e tre. Anche Zarnekin, che pensava di aver salvato la sua famiglia, cercò di scappare dall'appartamento, ma venne accidentalmente colpito dalle forze di sicurezza israeliane. Ferito, tornò nel suo appartamento, dove si nascose fino a quando non venne trovato dai soldati.
Il colonnello Shai Tamari della Brigata Oded inizialmente prese il comando delle forze di sicurezza sul posto quando arrivò; passò il comando al maggior generale Rafael Eitan, capo del comando nord. Eitan arrivò insieme al capitano Mordechai Ben-Shach, comandante dell'unità Sayeret Golani della Brigata Golani.
I soldati del battaglione 12 della Brigata Golani, di base a Camp Shraga, vicino a Nahariya, vennero chiamati sulla scena; la prima unità Golani, comandata dal tenente Eldad Ronny, arrivò alle 23:50. L'unità arrivò al perimetro orientale dell'edificio e venne avvistata dai militanti nel parcheggio, che si nascondevano dietro le auto. I militanti aprirono il fuoco contro di loro e lanciarono granate. I soldati risposero al fuoco, e anche i soldati Golani posizionati sul tetto di una scuola vicina aprirono il fuoco, forse ferendo i due militanti. Le schegge di una granata ferirono un soldato.

### Conquista dell'edificio
Dopo che l'appaltatore che costruì l'edificio fornì una spiegazione dettagliata della sua struttura all'esercito, venne elaborato un piano per un'operazione di conquista. L'operazione iniziò alle 2:10 del mattino, quando i soldati israeliani fecero irruzione nella casa. Alle 2:25 durante il tentativo di aprire una porta, vennero sparati diversi colpi e tre granate vennero lanciate fuori dalla stanza da un militante. I colpi e le schegge delle granate uccisero un soldato israeliano, il primo sergente Dan Szenes, e ne ferirono 5. Il militante, anch'egli gravemente ferito, tentò di strisciare fuori sul tetto e venne identificato dal comandante dell'unità di commando incaricata della conquista. Il comandante lo uccise. Successivamente, i soldati attraversarono l'edificio, a caccia di ulteriori militanti. Durante la loro ricerca, fecero irruzione nell'appartamento di Mordechai Zarnekin, dove lo trovarono ferito. Venne curato sul posto ed evacuato. Nel frattempo, i soldati, perquisendo il parcheggio, trovarono e uccisero gli altri due militanti. L'operazione si concluse alle 03:20 del mattino.
Tre civili e un soldato israeliano rimasero uccisi durante l'evento, mentre sette soldati e un civile rimasero feriti.

## Conseguenze
Due settimane dopo il raid, le cannoniere israeliane bombardarono tre porti libanesi per rappresaglia, dopo che Israele ricevette indicazioni che un altro attacco via mare era stato pianificato. Il governo israeliano affermò che l'attacco era un avvertimento e che erano stati compiuti sforzi per evitare vittime. Il governo libanese riferì che un civile era rimasto ferito e che 21 pescherecci erano stati affondati. I guerriglieri palestinesi affermarono che la marina israeliana avrebbe bombardato anche due piccoli villaggi di pescatori. Dei volantini vennero lanciati nei porti attaccati, spiegando il raid e mettendo in guardia i pescatori dall'aiutare i guerriglieri a lanciare attacchi. Dopo il raid, diversi razzi vennero lanciati nel nord di Israele dal Libano e le truppe israeliane spararono contro uomini armati attraverso il confine libanese per tutta la notte. Non vennero riportate vittime.
Israele riconobbe la sua vulnerabilità al terrorismo marittimo e l'aumento delle misure di sicurezza. Furono istituite pattuglie navali permanenti lungo la costa mediterranea di Israele, insieme a stazioni radar e vedette costiere. Vennero istituite zone di sicurezza marittima nella zona costiera settentrionale, dove era vietata la navigazione in barca, la navigazione civile e il nuoto. Ciò fermò quasi completamente il terrorismo marittimo nel Paese; l'ultimo attacco di questo tipo riuscito, sempre a Nahariya, avvenne nel 1979.
L'attacco contribuì anche alla costituzione della Guardia Civile. Fino ad allora, le singole città e cittadine israeliane avevano mantenuto le proprie guardie civili. Dopo l'attacco, l'arruolamento nella Guardia Civile di Nahariya salì fortemente e, entro due giorni dall'attacco, contava circa 900 membri. Il 10 luglio 1974, una guardia civile nazionale venne istituita come parte della polizia israeliana.